# Mustagh Ata
Mustagh Ata, ou Muztagata, en ouïghour : مۇز تاغ ئاتا, littéralement « Père des montagnes de glace », est un sommet situé dans la région autonome ouïghoure du Xinjiang en République populaire de Chine, non loin du Pakistan. Il culmine à 7 546 m d'altitude. Il est parfois considéré comme faisant partie de la cordillère du Kunlun, bien que géographiquement plus proche de celle du Pamir[réf. nécessaire]. Compte tenu de sa face Ouest dont la pente est relativement douce et au climat sec de la région, il est considéré comme étant l'un des sommets de plus de 7 000 mètres les plus faciles.
La première ascension victorieuse est l'œuvre d'une expédition russo-chinoise, le 6 avril 1956.

## Géographie
Le mont Muztagh Ata est voisin du mont Kongur Tagh (7 719 m), le point culminant de la cordillère du Kunlun. Ils forment un ensemble montagneux isolé de la chaîne du Kunlun Shan et de celle du Pamir, plus à l'ouest, qui surplombe au nord-est, le bassin du Tarim et du désert du Taklamakan.
La route du Karakorum passe au pied du Kongur Tagh et du Muztagh Ata, en longeant le lac Karakul, entre la ville de Kachgar en Chine et la frontière pakistanaise. La ville la plus proche est Tashkurgan, la plus occidentale de Chine.

## Histoire et ascensions
L'explorateur et géographe suédois Sven Hedin effectua la première tentative d'ascension connue en 1894. D'autres tentatives furent effectuées, en 1900, 1904 et en 1907 où une expédition anglaise arrive à 6 473 m d'altitude. En 1947, Eric Shipton et Bill Tilman arrivèrent proche du sommet mais durent rebrousser chemin pour cause de neige trop épaisse. En 1953, une expédition franco-suisse arrive à 7 456 m d'altitude mais doit rebrousser chemin faute de temps ; pendant le retour, un Suisse tombe dans une crevasse de 76 mètres de profondeur et meurt avant l'arrivée des secours.
La première ascension réussie eut lieu le 6 avril 1956 à 11 h, par une expédition russo-chinoise ayant emprunté la voie Ouest, désormais voie normale. Le Chinois Liu Lianman, connu plus tard comme « l'échelle humaine du mont Everest », faisait partie de l'expédition.
Depuis cette dernière, de nombreuses ascensions ont été effectuées, dont : 
- en 1980, une expédition menée par Ned Gilette a effectué l'ascension et la descente à ski, empruntant la route Ouest, ce qui fut la première ascension à ski d'un plus de 7 000 ;
- en 2000, la bien plus difficile voie Sud-Est fut effectuée ;
- en 2005, une route Ouest secondaire a été ouverte ;
- en 2011, la Suédoise Anneli Wester a campé au sommet après l'avoir gravi en style alpin.